# Állami Szívkórház
Az Állami Szívkórház (volt Esterházy-kastély) Balatonfüreden működő, országos jelentőségű egészségügyi intézmény. Magyarország legnagyobb kardiológiai rehabilitációs intézete.
Vezetője prof. dr. Veress Gábor főigazgató főorvos.

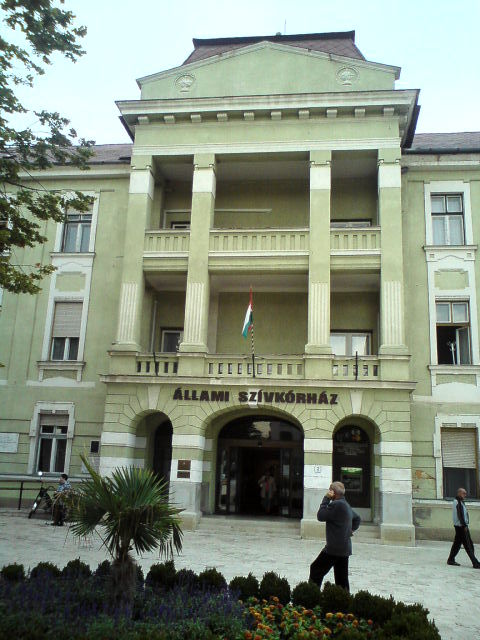
Az Állami Szívkórház épülete

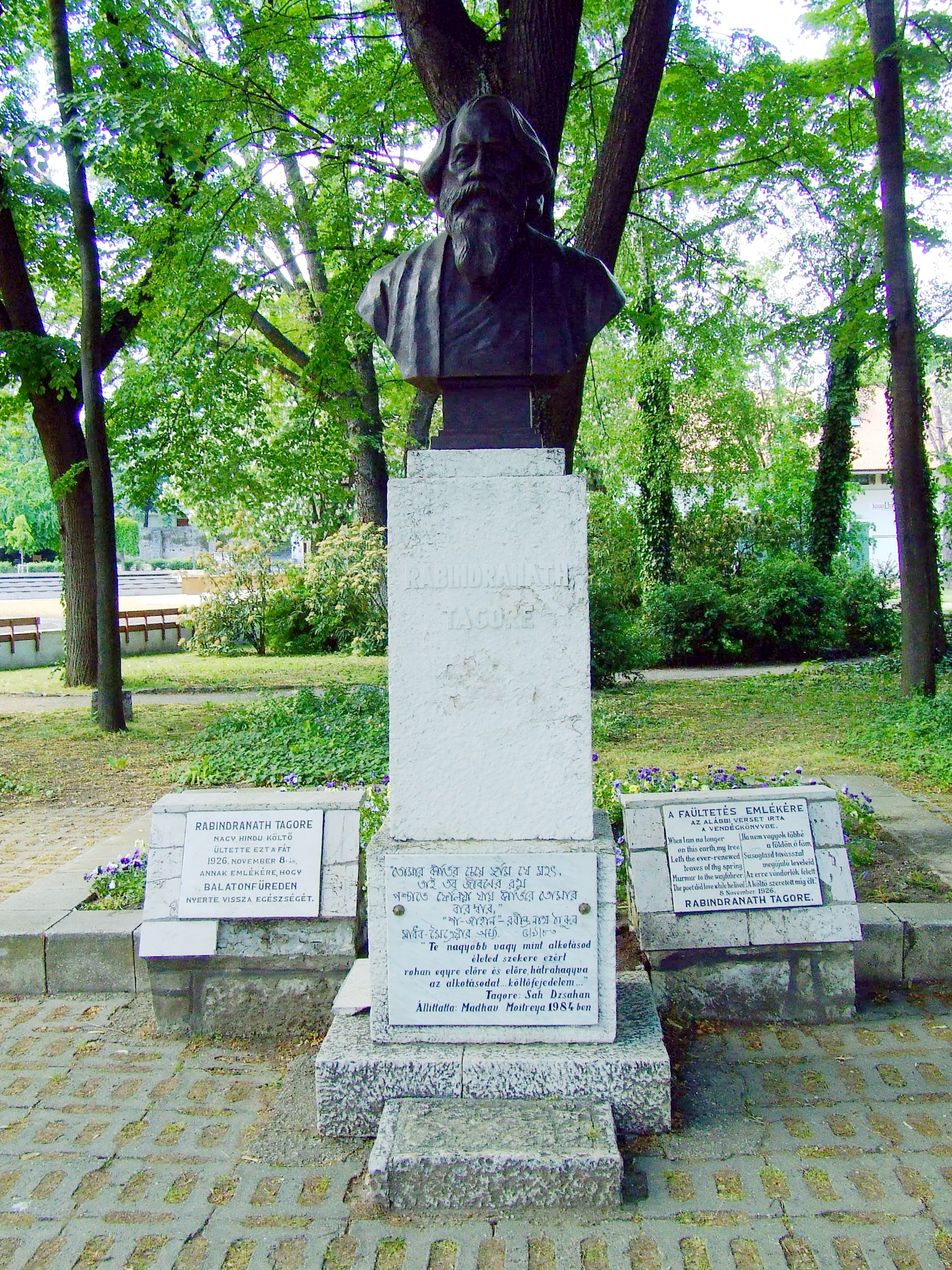
Rabindranáth Tagore hindu költő szobra az Állami Szívkórház közelében

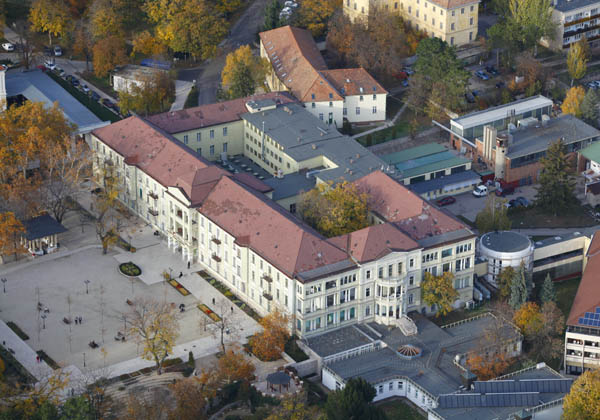
A balatonfüredi Állami Szívkórház légi fotója

## Fekvése
Balatonfüreden a Gyógy téren található, a Balaton közvetlen közelében.

## Története
Az Állami Szívkórház története visszanyúlik a 18. századig nyúlik vissza. Már az 1716. évi tihanyi apátsági birtokösszeíráskor feljegyezték, hogy Füreden savanyúvizek vannak. A mai kórház helyén levő másfél holdas telken fakadt a savanyúvizes forrás. A tulajdonos, Tenkovits Miksa a forráshoz fürdőházat építtetett és 10 fürdőkádban biztosított fürdést a vendégeknek a kazánnal melegített savanyúvízben. 1741-ben, Tenkovits halála után, özvegye a fürdőt Schuster József orvosnak adta el, aki azt a haláláig, 1748-ig üzemeltette.
A területet 1749-ben Lécs Ágoston tihanyi apát vette bérbe Schuster József örököseitől. Az apát a szerződésben foglalt leltár szerint „… fürdőházakat, azokban lévő üstöt vagy vízmelegítő rézfazekakat, fürdőkádakat… ” vett át. Az apát 1759. július 30-án véglegesen megvásárolta az özvegytől az ingatlant és hét kisebb fürdőházzal, 23 fürdőkáddal savanyúvízi gyógyhelyet alakított ki. Az első épület az Ófürdőház volt, amely 1765-ben épült fel a mai kórház keleti szárnyán. 1785-ben dr. Österreicher Manes Józsefet nevezték ki a fürdő főorvosává. Österreicher 1806-ig dolgozott Balatonfüreden és a fürdő népszerűségéhez jelentősen hozzájárult. Az Ófürdőház épületét, valamint a fürdőberendezéseket a Gyógy teret pusztító 1826. és 1834. évi tűzvészek nagy mértékben megrongálták. Ezután 1835–36-ban épült fel a klasszicista stílusú Újfürdőház, Packh János tervei alapján. Ezt az épületet fedett folyosó kötötte össze az Ófürdőházzal. 1842-ben emeletes, ún. keresztházat építettek az Ófürdőházhoz.
1869 és 1871 között a Balatonra néző, látványos új szárny épült Cometter Bernát terve szerint, eklektikus stílusban, amelyet a Wittelsbach Erzsébet magyar királyné után Erzsébet-udvarnak neveztek el. Később az egész épületegyüttest Erzsébet Szanatóriumnak nevezték. Ekkoriban a fürdővendégek száma mintegy évi 2000 volt.
Az egységes épület 1912–13-ban az ún. Tibor-fürdő épületszárnyával alakult ki; a homlokzatokat szecessziós ízlésben formálták át. Az 1910–13 közötti nagy építkezést Hajdu Tibor Benedek-rendi főapát kezdeményezte. Az Erzsébet Szanatórium igazgató-főorvosa 1912 és 1952 között Schmidt Ferenc volt, aki úgy ismert mint a szőlőgyógymód népszerűsítője, illetve Ady Endre orvosa. A két világháború között több miniszter (Klebelsberg Kunótól Hóman Bálintig) is a páciense volt. A szanatórium híre külföldön is elterjedt, különösen azután, hogy 1926 novemberében Rabindranáth Tagore, a nagy hindu költő is itt lelt gyógyulást.
Az intézet 1949-ben került állami kezelésbe, és ezután évtizedeken át Állami Kórház néven működött. 1962–68 között a kórház berendezéseit korszerűsítették; ennek keretében kardiológiai rehabilitációs központtá alakították át a szív- és keringési betegségben szenvedők számára. 1979-ben az épületegyüttes újabb, modern épületszárnyakkal bővült – az ágyak száma 600 fölé emelkedett.
Az intézmény 2013-ban ünnepelte a centenáriumát.

## Szolgáltatásai
A balatonfüredi Állami Szívkórház mint az ország legnagyobb kardiológiai rehabilitációs intézete aktívan részt vesz a szívizominfarktust elszenvedett, szívműtött és krónikus szívbetegek rehabilitációjában. Az intézetben a betegek rizikósztratifikációja mellett széles körben alkalmazzák a komprehenzív rehabilitációs program keretében az olyan szekunder prevenciós eljárásokat, mint az egyénreszabott tréningprogramok, diéta, testsúlycsökkentés, dohányzásról való leszoktatás, gyógyszeres és pszichoterápiás kezelések. Az intézeti rehabilitáció előnye, hogy az akut eseményt követően korán elkezdhető és súlyosabb, idősebb betegeknek is kontrollált átmeneti periódust nyújt a korai szakaszból a rehabilitáció otthoni, fenntartó, stabil fázisába.
Az intézet személyi és tárgyi feltételeinek megfelelően részt vesz a területi aktív kardiológiai ellátásban (intenzív osztály – akut kardiológiai esetek ellátása, definitív pacemaker- és ICD-terápia, klinikai szívelektrofiziológia, katéterelektródán keresztül végzett rádiófrekvenciás abláció, noninvazív és invazív diagnosztika, echokardiográfia, spiroergometria, izotópos kardiológiai vizsgálatok, bal szívfél-katéterezéssel végzett coronarographia).